# Nécropole nationale de Sedan-Torcy
De Nécropole nationale de Sedan-Torcy is een begraafplaats met 2.909 Franse soldaten in de Frans gemeente Sedan in het departement Ardennes in de regio Grand Est.